# Доулоучу
Доулоучу(кит. упр. 兜楼储, пиньинь doulouchu, тронное имя Хуланьжошичжуцзю кит. упр. 呼蘭若尸逐就, пиньинь hulanruoshizhujiu) — шаньюй хунну с 143 года по 147 год.

## Правление
Пока в землях хунну бушевало восстание, император Хань Шунь-ди решил сам провозгласить шаньюя. В столице жило много хуннских царевичей, император выбрал одного из них и во время торжественной церемонии передал Доулоучу государственную печать. Затем подарил коня, колесницу, кобылицу, нож, саблю, нефрит, 2 000 кусков шёлковых и бумажных тканей. После этого распорядился с почётом проводить его в ставку, а по пути угощать и развлекать представлениями.
Зимой 143 пристав Ма Ши подкупил приближённых Усы, которые убили его. Голову Усы привезли в Чанъань. В 144 пристав казнил ещё 1200 сообщников Усы. К Ма Ши явилось 700 000 ухуаней и попросили прощения. В 147 Доулоучу умер.